# Jigsaw Falling into Place
«Jigsaw Falling into Place» es una canción de Radiohead. Es el penúltimo track de In Rainbows. Salió como el primer sencillo de In Rainbows el 14 de enero de 2008, siguiendo el lanzamiento del disco el 31 de diciembre de 2007. 
En un principio la canción se llamó Open Pick, pero luego decidieron cambiárselo por Jigsaw Falling into Place.

## Lista de canciones
7"
1. "Jigsaw Falling into Place"
2. "Videotape" (Live from the Basement)[1]

CD
1. "Jigsaw Falling into Place" – 4:09
2. "Down Is the New Up" (Live from the Basement)[1] – 5:07
3. "Last Flowers" (Live from the Basement)[1] – 4:11